# Niko Ljubičić
Niko Ljubičić (Brčko, 1894. - ?), hrvatski odvjetnik i političar, zastupnik u Skupštini, prvak HSS-a u Banjoj Luci

## Životopis
Rodio se u Brčkom. Isusovačku klasičnu gimnaziju završio u Travniku, a Pravnom fakultetu u Zagrebu diplomirao. Zaposlio se poslije studija u Travniku. U aktivnoj politici. Došao do državnih lista. Na listi Vladka Mačeka izabran za narodnog zastupnika na skupštinskim izborima 1935. godine. Poslije 1935. otišao je živjeti u Banju Luku. U Banjoj Luci je postao prvak HSS-ova ogranka i time najutjecajniji svjetovni Hrvat u Banjoj Luci. Na skupštinskim izborima 1938. godine ponovo je kandidat na ujedinjenoj oporbenoj listi Vladka Mačeka i opet je izabran za zastupnika.